# Mammillaria luethyi
Mammillaria luethyi ist eine Pflanzenart aus der Gattung Mammillaria in der Familie der Kakteengewächse (Cactaceae). Das Epitheton der Art ehrt den Schweizer Botaniker Jonas Martin Lüthy.

## Beschreibung
Mammillaria luethyi wächst einzeln oder verzweigt mit einer sukkulenten rübigen Wurzel. Die kugeligen bis abgeflacht kugeligen, dunkelgrünen Triebe erreichen einen Durchmesser von 1,5 Zentimeter. Die schlank zylindrischen und abstehenden Warzen stehen sehr eng. Zwischen den Warzen sind die Axillen mit Borsten versehen. Es werden keine Mitteldornen ausgebildet. Die bis zu 80 abstehenden bis ausstrahlenden Randdornen sind weiß und stehen in dichten Reihen. Sie bilden flache sternförmige Kissen mit bis zu 2 Millimeter Durchmesser.
Die hellmagentafarbenen Blüten mit einem hellen Schlund haben eine Länge und einen Durchmesser von 2 Zentimetern. Die in den Körper eingesenkten Früchte sind kugelig und gelblich grün bis rötlich grün gefärbt. Sie sind 4 bis 5 Millimeter im Durchmesser und enthalten schwarze Samen.

## Verbreitung, Systematik und Gefährdung
Mammillaria luethyi ist im Norden des mexikanischen Bundesstaates Coahuila verbreitet.
Die Erstbeschreibung erfolgte 1996 durch George S. Hinton.
Mammillaria luethyi wurde in der Roten Liste gefährdeter Arten der IUCN von 2002 als „Endangered (EN)“, d. h. als stark gefährdet eingestuft. Im Jahr 2013 wird sie als „Vulnerable (VU)“, d. h. als gefährdet geführt.

## Nachweise

## Weiterführende Literatur
- Zlatko Janeba: From the Mysterious Plant to the Most Common Mammillaria: the Story of Mammillaria luethyi. In: Cactus and Succulent Journal. Band 89, Nummer 6, 2017, S. 248–255 (doi:10.2985/015.089.0602).
- Jonas M. Lüthy, George S. Hinton: The discovery of Mammillaria luethyi. In: British Cactus & Succulent Journal. Band 16, Nummer 1, 1998, S. 39–42 (JSTOR).